# هاوایین ایرلاینز
هاوایین ایرلاینز (به انگلیسی: Hawaiian Airlines) یک شرکت هواپیمایی آمریکایی با کد یاتا HA است که در ۳۰ ژانویه ۱۹۲۹ میلادی تأسیس شده‌است. دفتر مرکزی هاوایین ایرلاینز در هونولولو، هاوایی، ایالات متحده آمریکا واقع شده‌است و به ۳۱ مقصد، پرواز انجام می‌دهد. هوایین ایرلاینز بزرگترین شرکت هواپیمایی است که در جزایر هاوایی فعالیت می کنند. این شرکت هواپیمایی رتبه ۱۰ در میاه شرکت های هواپیماپیمایی ایالات متحده آمریکا را دارد.
قطب های هواپیمایی این شرکت در فرودگاه بین الملی هونولولو در جزیره اوآهو و فرودگاه کاهولوی در جزیره مائوئی واقع شده است. این شرکت همچنین دارای یک پایگاه خدمه در فرودگاه بین‌المللی لس آنجلس است. این شرکت هواپیمایی به ساموآی آمریکا، استرالیا، پلی‌نزی فرانسه، هاوایی، نیوزیلند، آلاسکا، کانادا و سرزمین اصلی ایالات متحده آمریکا پرواز دارد.
در سال ۲۰۲۴، گروه آلاسکا ایر، شرکت مادر آلاسکا ایرلاینز هاوایین ایرلاینز را به مبلغ ۱.۹ میلیارد دلار خرید.